# زياد الزيادي
زياد بن مصطفى الزيادي (مواليد 23 سبتمبر 1990) هو لاعب كرة قدم تونسي.

## روابط خارجية
- زياد الزيادي على موقع قاعدة بيانات كرة القدم.إي يو (الإنجليزية)

- زياد الزيادي